# Perochaeta dikowi
Perochaeta dikowi är en tvåvingeart som beskrevs av Ang 2008. Perochaeta dikowi ingår i släktet Perochaeta och familjen svängflugor. Inga underarter finns listade i Catalogue of Life.